# KF Oriku
El KF Oriku es un equipo de fútbol de Albania que juega en la Kategoria e Dytë, tercera división de fútbol en el país.

## Historia
Fue fundado en 1955 en la ciudad de Orikum del distrito de Vlöre y el nombre del club es por estar cerca de la vieja ciudad de Oriko (en albanés: Oriku). El club pasó en las divisiones aficionadas y en 2012 el club es refundado.
En su primera temporada desde su refundación terminó como subcampeón de la cuarta división, consiguiendo el ascenso a la Kategoria e Dytë para la temporada 2013/14.
Cuatro temporadas más tarde logran el ascenso a la Kategoria e Parë, segunda división de Albania.